# Asilus viridis
Asilus viridis là một loài ruồi trong họ Asilidae. Asilus viridis được Geoffroy trong Fourcroy miêu tả năm 1785. Loài này phân bố ở vùng Cổ Bắc giới.